# Hauptsynagoge Mainz

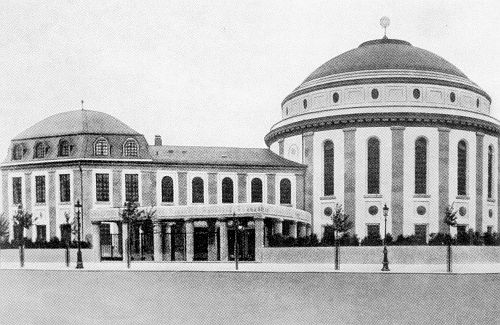
Außenansicht der Hauptsynagoge von 1912

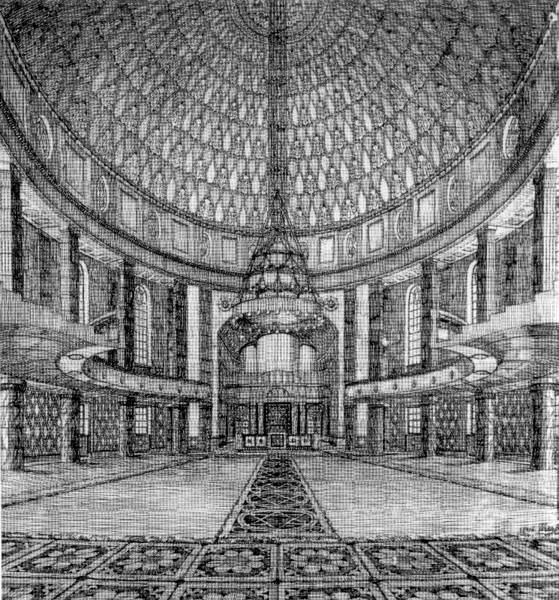
Innenansicht der Hauptsynagoge von 1912

Die Mainzer Hauptsynagoge war eine Synagoge der Mainzer jüdischen Gemeinde, an der Straßenecke Hindenburgstraße / Josefsstraße in der Mainzer Neustadt gelegen. Sie wurde zwischen 1911 und 1912 erbaut, beim Novemberpogrom 1938 in Brand gesetzt und einige Tage später gesprengt. Dennoch sind einige Fragmente der Architektur erhalten geblieben und 1988 als Mahnmal am ursprünglichen Platz wieder aufgestellt worden.

## Geschichte

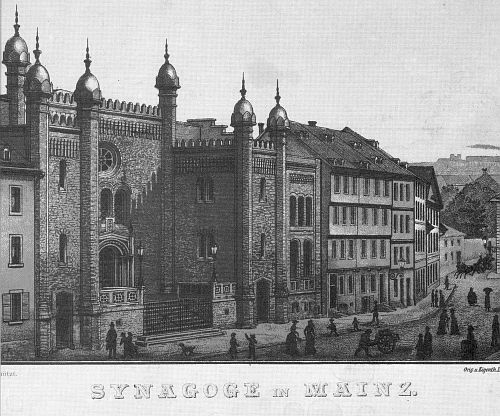
Außenansicht der Hauptsynagoge von 1853

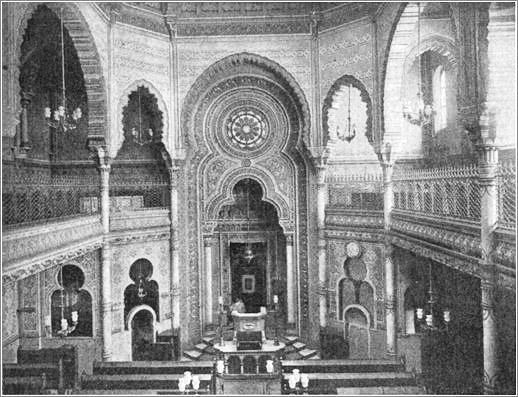
Innenansicht der Hauptsynagoge von 1853

Die erste, 1853 eingeweihte Hauptsynagoge in der damaligen Synagogenstraße wurde nach den Plänen von Ignaz Opfermann errichtet. Sie erhielt als Ausdruck ihrer Liberalität im selben Jahr eine Orgel von Bernhard Dreymann, eine der ersten Synagogenorgeln in Deutschland. Wegen der Orgel und anderer Reformen versammelten sich die orthodoxen Juden in einem anderen Betraum und errichteten 1856 eine eigene Synagoge. Gegen Ende des Jahrhunderts wurde die Hauptsynagoge für die wachsende Gemeinde zu klein und der Vorstand der jüdischen Gemeinde beschloss einen Neubau. Aus dem dafür 1910 ausgelobten Architekturwettbewerb ging der mit einem von zwei 1. Preisen prämierte Entwurf des Stuttgarter Architekten Willy Graf hervor, der 1911–1912 ausgeführt wurde. Die Grundsteinlegung fand am 4. August 1911 statt, und bereits am 3. September 1912 konnte die Synagoge eingeweiht werden. Rabbiner Siegmund Salfeld hielt die Einweihungspredigt.
Vor dem Zweiten Weltkrieg hatte die jüdische Gemeinde in Mainz mehr als 3.000 Mitglieder. Nach dem Krieg gab es in Mainz nur noch 57 Juden. In der Nacht vom 9. auf den 10. November 1938 wurde die Hauptsynagoge in Brand gesteckt und anschließend am 17. November auf Anordnung des Bauamts gesprengt.

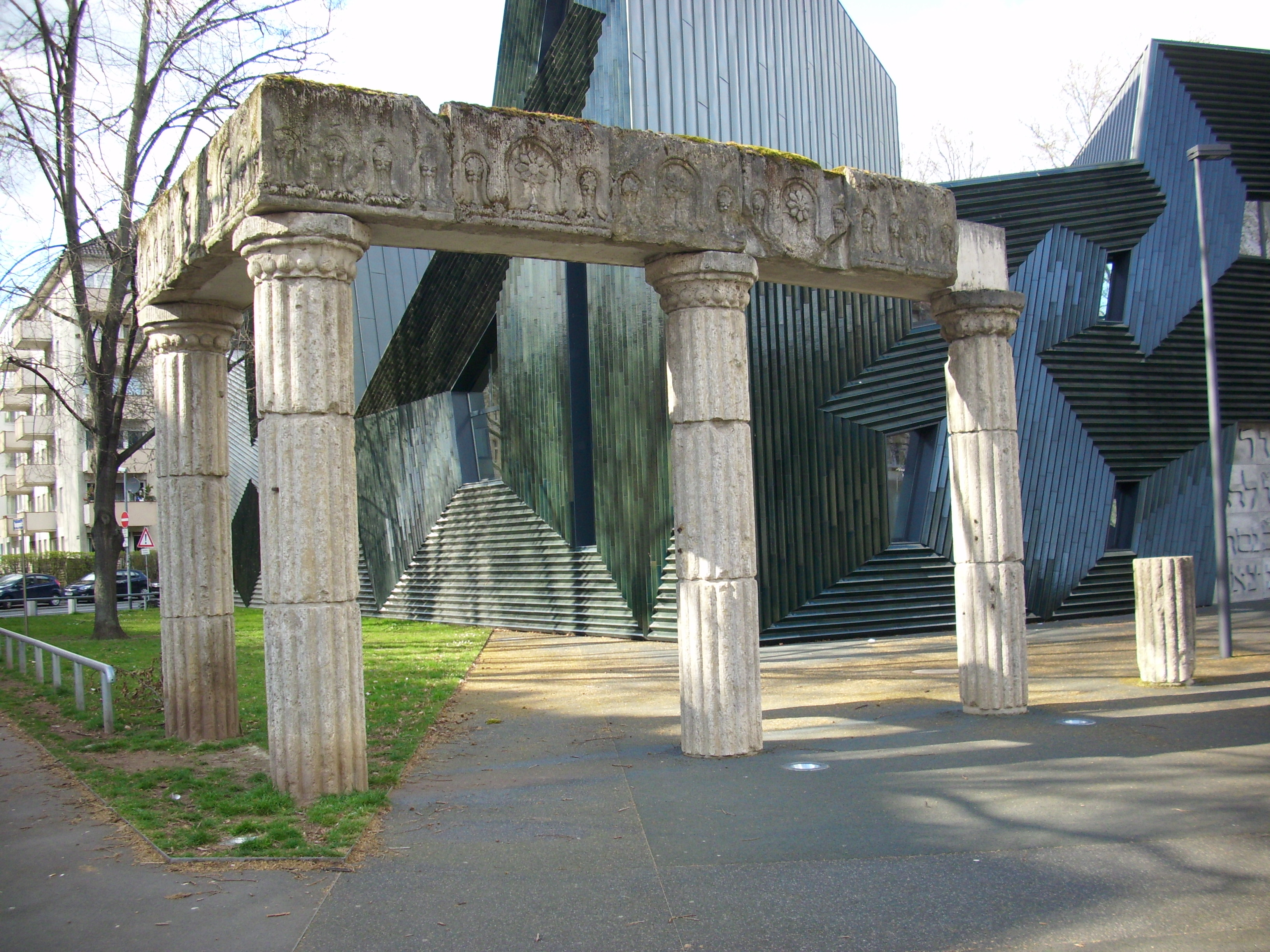
Fragmente der Vorhallenkolonnade der ehemaligen Hauptsynagoge, 1910–12. Im Hintergrund die Neue Synagoge Mainz

Übrig vom Gebäude blieben Fragmente der Säulenhalle, die 1988 als Baudenkmal in der Hindenburgstraße 44, heute Synagogenplatz, aufgestellt und im Zuge des Synagogenneubaus restauriert wurden.